# 缘角樱蛤
缘角樱蛤（学名：Angulus emarginatus），是帘蛤目樱蛤科角樱蛤属的一种。主要分布于中国大陆，常栖息在潮下带至60米。